# صفحه پشت آینه
پرده پشت آینه (به انگلیسی: The Screen Behind the Mirror) آلبومی خلق شده توسط پروژهٔ موسیقی، یعنی 'انیگما و محصول سال ۱۹۹۹ است و در استودیوهای A.R.T. واقع در ایبیزیای اسپانیا ضبط شده‌است. این آلبوم به وسیلهٔ کمپانی Virgin Germany یا Virgin Schallplatten GmbH عرضه شد.
حامیان آلبوم وعده داده بودند که این آلبوم، کامل‌ترین آلبومی است که مایکل کرتو تا کنون خلق کرده‌است، در حالی که منتقدان از استفادهٔ نمونه‌های مشابه از آلبوم Carmina Burana از Carl Orff تأسف خوردند؛ حتی با وجود آن که این استفاده‌ها در ۴ ترک آلبوم از مجموع ۱۱ ترک مشاهده می‌شدند.

## بررسی
ترانهٔ «The Gate»، آلبوم را با بوق انیگما (که اعلام خطر مه گرفنگی است)، ترکیب شده با نقالی کردن‌های Elisabeth Houghton دربارهٔ حقایق نجومی چهارمین سیارهٔ منظومهٔ خورشیدی، یعنی مریخ، مشابه نام آخرین
ترک آلبوم ونجلیس، یعنی Albedo ۰٫۳۹ آغاز می‌کند. «O Fortuna, velut Luna, statu variabilis»
تقریباً با حالتی ناگهانی و بلند، همچنان که در آنالیز صدایی این ترانه مشخص است به ترانه وارد می‌شود و به سرعت تمام می‌شود تا صدای اصلی، حالت تکنوازی خود را حفظ کند و این ترک عمیقاً به ترانهٔ بعد پیوند می‌خورد؛ «Push the Limits»
برای ۲۴ ثانیه.
«Push the Limits» در ابتدا ضربی بلند و با خرامش را معرفی می‌کند، اولاً با صداهای snare drums و سپس همراه چندین لایهٔ موسیقی متفاوت تا در نهایت یک ترک پیچیده و چندلایه را تشکیل دهند. Elisabeth Houghton متن‌های ترانه را زمزمه می‌کند و این ایجاد کنندهٔ یک صدای نرم (در حقیقت یک تکنواز گیتار الکتریکی این را اصلاح کرده تا این گونه به نظر آید) در طی میانه‌های آهستهٔ آهنگ است و در همان حال که موسیقی اوج می‌گیرد Elisabeth مجدداً زمزمه می‌کند و زاری کردن‌های نرم یک دختر فرا می‌رسد. ضرب‌های قوی بعدی، این قسمت را در زمان ۶:۲۳ به پایان می‌رساند و ترک به سکوت آمیخته می‌شود و زیر لب زمزمه کردن‌های نامشخصی را در پایان این آهنگ و آغاز ترانهٔ بعد بر جای می‌گذارند.
سرود «O Fortuna, velut Luna» در آغاز آهنگ بعد، Gravity of Love، هم‌زمان با صداهای O Fortuna ی خوانده شده توسط روت-ان بویل در بین این سرود ظاهر می‌شود. یک مرد و یک زن، هر دو یک خط را قبل از این که روث ان، گفتن O Fortuna را آغاز کند، زمزمه می‌کنند و این رویه ادامه پیدا می‌کند. ضرب‌های این ترانه، با از میان رفتن صداهای وسایل موسیقی، رساتر می‌شوند و در نهایت متوقف می‌شود.
«Smell of Desire»، دوباره، فلوت زدن‌های shakuhachi را در حالی که جنز گد، در قسمت‌هایی از آهنگ به گیتار زدن می‌پردازد، معرفی می‌کنند. Gregorian chantsهای معکوس از «Sadeness (بازکوب)» و صداهایی از «Mea Culpa» به زمزمه‌های ساندرا در پایان ترانه همراه با صداهای بیشتر کشیده شدهٔ معکوس متصل می‌شوند و به آهنگ بعدی آمیخته می‌شوند.
در «Modern Crusaders»؛ آندرو دونالد، در این ترانهٔ سریع و راک مانند می‌خواند؛ همراه مقدار فراوان و قابل توجهی
از «O Fortuna» در میانه، در حالی که جنز گد، گیتار را می‌نوازد. آندرو به خواندن متن ادامه می‌دهد و این ترک با نمونهٔ
مشابهی از Toccata and Fugue in D Minor از Bach پایان می‌پذیرد.
در «Traces (سبک و سنگین)»، صدای یک کبریت در حال کشیده شدن و قطرات آب به‌طور جداگانه، که حاکی از عناصر آتش و آب هستند، یک حلقه را همراه یک ضرب آهنگ آرام و به صدا درآمدن‌های یک نافوس که گاه وارد ترانه می‌شوند، تشکیل می‌دهند. صدای گریهٔ مبهم و نیز ناقوس کلیسا ادامه پیدا می‌کنند و بعد از این که ضرب آهنگ پایان می‌پذیرد، در آهنگ بعدی محو می‌شوند.
«The Screen Behind the Mirror»، ضرب آهنگ‌های استفاده شده در «Sadeness (قسمت اول)» را همراه این که Andru Donalds و Ruth-Ann Boyle قسمت‌هایی از «Gravity of Love» را زمزمه می‌کنند، دوباره معرفی می‌کند.
نسخه‌ای قدیمی تر از این آهنگ با نام «The Experience» تنها در نسخهٔ تجاری استرالیایی قرار داده شده‌است.
آهنگ قبلی به «Endless Quest» متصل می‌شود، در جایی که snare drumهای بیشتر و فلوت زدن‌های shakuhachi
و نیز دو نوع riff گیتاری متفاوت از جنز گد که جایگرین دو وسیلهٔ موسیقی فبلی می‌شوند قابل شنیده شدن است.
ضرب آهنگ ترانه به طرز غیرفابل کنترلی زیاد می‌شود و قبل از صداهای نفس کشیدن و segueهای متصل شونده به «Camera Obscura»
تا حدودی نامعقول می‌شود. «Camera Obscura» به سرعت با نمونه‌ای از صدای آندرو دونالد در «Modern Crusaders» آعاز می‌شود؛
این صدا به صورت معکوس درآمده و قسمت‌هایی از «O Fortuna» بعد از آن به سرعت ظاهر می‌شوند. سپس ضرب آهنگ و موسیقی به سرعت نامعقول و بی نظم می‌شوند و با ملایمت در آهنگ بعدی محو می‌شوند.
«Between Mind & Heart» ضرب آهنگی سبک و ملایم را وارد می‌کند و مایکل کرتو در این ترک می‌خواند. ساندرا در این ترک تنها برای زمزمه کردن ظاهر می‌شود؛ در زمانی که صداهای لطیف و نازک چینی «Yang Qin» قابل شنیدن است. زمزمه‌ها و صداهای بیشتری در این آهنگ به تدریج محو می‌شوند.
Ruth-Anne Boyle در آخرین ترانه، «Silence Must Be Heard» می‌خواند در حالی که آلبوم، همراه
اکوهای میانی، ضرب آهنگ خود را به تدریج محو می‌کند. اثر این امر (اکو) به سرعت برای یک بار دیگر
خود را تکرار می‌کند و و سریعاً به ضرب آهنگ اولیه بازمی‌گردد. صداهای Ruth-Anne تبدیل به زمزمه می‌شوند و صداهای گریهٔ قبلی برمی گردند و در انتها نیز آلبوم با صدای بوق انیگما پایان می‌یابد.

## فهرست آهنگ‌ها
| نام                          | آهنگساز              | مدت  |
| ---------------------------- | -------------------- | ---- |
| The Gate                     | (مایکل کرتو)         | ۲:۰۳ |
| Push the Limits              | (کرتو، جنز گد)       | ۶:۲۷ |
| Gravity of Love              | (کرتو)               | ۴:۰۱ |
| Smell of Desire              | (کرتو، دیوید فرستین) | ۴:۵۵ |
| Modern Crusaders             | (کرتو)               | ۳:۵۱ |
| Traces (سبک و سنگین)         | (کرتو، گد)           | ۴:۱۳ |
| The Screen Behind the Mirror | (کرتو)               | ۳:۵۹ |
| Endless Quest                | (کرتو)               | ۳:۰۷ |
| Camera Obscura               | (کرتو)               | ۱:۳۹ |
| Between Mind & Heart         | (کرتو)               | ۳:۵۹ |
| Silence Must Be Heard        | (کرتو)               |      |

## تک آهنگ‌ها
- ۱۹۹۹ – «Gravity of Love» - از Virgin Schallplatten GmbH
- ۲۰۰۰ - «Push the Limits» - از Virgin Records

## پرسنل
- Ruth-Ann Boyle - صداهای اصلی
- Michael Cretu - سازندهٔ آلبوم، صداهای اصلی
- Sandra Cretu - صداها
- Andru Donalds - صداهای اصلی
- Jens Gad - گیتار
- Elisabeth Houghton - صداها

## جدول آماری
فروش جهانی: بیش از پنج میلیون نسخه
| مناطق دنیا            | رتبه |
| --------------------- | ---- |
| اروپا                 | ۲    |
| یونان                 | ۱    |
| عربستان               | ۱    |
| پرتغال                | ۲    |
| آلمان                 | ۲    |
| دانمارک               | ۲    |
| نروژ                  | ۲    |
| ایتالیا               | ۱۳   |
| هلند                  | ۴    |
| سوئیس                 | ۴    |
| ژاپن                  | ۵    |
| فنلاند                | ۵    |
| اسرائیل               | ۵    |
| اتریش                 | ۶    |
| لهستان                | ۶    |
| UK                    | ۷    |
| سوئد                  | ۷    |
| جمهوری چک             | ۷    |
| زلاندنو               | ۸    |
| سنگاپور               | ۸    |
| مجارستان              | ۹    |
| تایلند                | ۱۱   |
| کانادا                | ۱۲   |
| اسپانیا               | ۱۴   |
| فرانسه                | ۱۶   |
| بلژیک                 | ۱۹   |
| USA Billboard Top ۲۰۰ | ۳۳   |
| ایرلند                | ۴۱   |
| استرالیا              | ۴۴   |

آلبوم - مجلهٔ Billboard - آمریکای شمالی
| سال  | چارت                     | موقعیت |
| ---- | ------------------------ | ------ |
| ۲۰۰۰ | The Billboard ۲۰۰        | ۳۳     |
| ۲۰۰۰ | بهترین آلبوم‌های اینترنتی | ۲      |